# Alfred-South La Paloma
Alfred-South La Paloma és una concentració de població designada pel cens del Comtat de Jim Wells (Texas, Estats Units d'Amèrica).

## Demografia
Segons el cens dels Estats Units del 2000, Alfred-South La Paloma tenia 451 habitants, 144 habitatges, i 112 famílies. La densitat de població era de 39 habitants per km².
Dels 144 habitatges en un 40,3% hi vivien nens de menys de 18 anys, en un 59,7% hi vivien parelles casades, en un 12,5% dones solteres, i en un 22,2% no eren unitats familiars. En el 21,5% dels habitatges hi vivien persones soles el 7,6% de les quals corresponia a persones de 65 anys o més que vivien soles. El nombre mitjà de persones vivint en cada habitatge era de 3,09 i el nombre mitjà de persones que vivien en cada família era de 3,62.
Per edats la població es repartia de la següent manera: un 34,8% tenia menys de 18 anys, un 8,2% entre 18 i 24, un 32,2% entre 25 i 44, un 17,3% de 45 a 60 i un 7,5% 65 anys o més.
L'edat mediana era de 31 anys. Per cada 100 dones de 18 o més anys hi havia 107 homes.
La renda mediana per habitatge era de 36.154 $ i la renda mediana per família de 36.827 $. Els homes tenien una renda mediana de 37.031 $ mentre que les dones 14.375 $. La renda per capita de la població era de 13.013 $. Cap de les famílies i el 7,6% de la població estaven per davall del llindar de pobresa.

## Poblacions properes
El següent diagrama mostra les poblacions més properes.